# 霍普韋爾鎮區 (新澤西州坎伯蘭縣)
霍普韋爾鎮區（英語：Hopewell Township）是位於美國新澤西州坎伯蘭縣的一個鎮區。

## 地方資料
霍普韋爾鎮區的面積為79.96平方千米，當中陸地面積為77.42平方千米，而水域面積為2.54平方千米。根據2020年美國人口普查的數據，當地共有人口4391人，而人口密度為每平方千米54.91人。